# Uppsala (gemeente)
Uppsala is een gemeente en stad in het landschap Uppland in Zweden. De gemeente behoort tot de provincie Uppsala län. De gemeente is qua inwoneraantal de op drie na grootste gemeente van Zweden. De gelijknamige hoofdstad van de gemeente is de op drie na grootste stad van Zweden.

## Partnersteden
- Bærum, Noorwegen
- Frederiksberg, Denemarken
- Hafnarfjörður, IJsland
- Hämeenlinna, Finland
- Minneapolis, VS
- Tartu, Estland

## Politiek
De laatste gemeenteraadsverkiezingen vonden plaats in 2006. De gemeenteraad heeft 81 leden, men heeft 41 zetels nodig voor een meerderheid. De zetelverdeling in de gemeenteraad is als volgt (tussen de haakjes achter het aantal zetels staat het aantal zetels dat de partij had in de gemeenteraad tussen 2002 en 2006):
| Partij                                    | Stemmen       | Procent       | Zetels  |
| Moderata samlingspartiet                  | 30441 (17893) | 26,39 (16,51) | 22 (14) |
| Centerpartiet                             | 10914 (6262)  | 9,46 (5,78)   | 8 (3)   |
| Folkpartiet liberalerna                   | 14856 (20668) | 12,88 (19,07) | 11 (16) |
| Kristdemokraterna                         | 7821 (7684)   | 6,78 (7,09)   | 6 (6)   |
| Sveriges socialdemokratiska arbetareparti | 28813 (33947) | 24,98 (31,32) | 21 (27) |
| Vänsterpartiet                            | 8283 (10697)  | 7,18 (9,87)   | 6 (9)   |
| Miljöpartiet de Gröna                     | 9945 (7610)   | 8,62 (7,02)   | 6 (6)   |
| Sveriges pensionärers intresseparti       | 147 (707)     | 0,13 (0,65)   | 0 (0)   |
| Sverigedemokraterna                       | 2625 (1643)   | 2,28 (1,52)   | 1 (0)   |
| Upplands sjukvårdsparti                   | 765 (286)     | 0,66 (0,26)   | 0 (0)   |
| Overige                                   | 734 (985)     | 0,64 (0,91)   | 0 (0)   |

## Plaatsen

### Tätorter
| - Uppsala (stad) - Sävja - Storvreta - Björklinge - Bälinge - Vattholma - Vänge - Lövstalöt - Länna - Almunge - Skyttorp | - Knutby - Järlåsa - Ytternäs en Vreta - Gåvsta - Gunsta - Håga - Ramstalund - Skölsta - Läby - Vårdsätra - Bärby |

### Småorter
| - Blackstalund - Grimsta en Lundvreten - Oxsätra en Sävastebo - Tibble - Skyttstennäs - Hemmingsbo (zuidelijk deel) - Lugnet (Uppsala) - Tuna (Uppsala) - Bodarna - Ensta en Bodarna - Stavby - Örskällan - Gränsta - Lejsta - Ströbylund, Holmtorpet en Solsäter - Marielund (Uppsala) - Ströby, Bösslinge en Åkerby - Skuttungeby - Forkarby - Ängeby - Danmark (Uppsala) - Hagby (Uppsala) | - Källtorpet - Näsby - Funbo - Almunge kyrkby - Fjuckby - Balingsta - Skärfältens - Hammarby by - Edshamar en Granängen - Stabby (noordelijk deel) - Hammarby (Uppsala) - Korsnäs (Uppsala) - Västerby - Isgrena - Sundby (Uppsala) - Gunggräna - Björken - Drälinge - Persborg (Uppsala) - Kölinge - Tiby-Börje |

## Geboren
- Per-Ulrik Johansson (1966), golfer

Älvkarleby · Enköping · Håbo · Heby · Knivsta · Östhammar · Tierp · Uppsala